# Traubia kuru
Traubia kuru är en loppart som beskrevs av Holland 1969. Traubia kuru ingår i släktet Traubia och familjen Stivaliidae. Inga underarter finns listade i Catalogue of Life.